# BTG Internationale Spedition
Die BTG Internationale Spedition GmbH ist ein mittelständisches und weltweit tätiges deutsches Logistikunternehmen mit Hauptsitz in Langweid am Lech bei Augsburg. Ihr Umsatzerlös betrug im Jahr 2022 rund 161 Mio. Euro bei 299 Mitarbeitern.
BTG betreibt keinen eigenen Fuhrpark, sondern setzt ausschließlich auf Outsourcing. Hierbei erfolgt der Transport aller Arten von Güter per Bahn, Lastwagen sowie mittels See- und Luftfracht. Darüber hinaus bietet BTG Logistiklösungen sowie damit zusammenhängende Dienstleistungen wie Lagerlogistik, Distributionslogistik und Zollabfertigungen.
Das Unternehmen ist Teil der internationalen BTG-Gruppe mit siebzehn Standorten in sechs Ländern, rund 500 Mitarbeitern und einem Gruppenumsatz von mehr als 160 Mio. Euro.

## Geschichte des Unternehmens
Gegründet wurde das Unternehmen 1973 von Klaus Rauch als BTG Bavaria Transport GmbH. Bis 1981 entstanden weitere Standorte in München, Mannheim, Stuttgart und Kempten.
Stand 2014 gibt es europaweit 21 Standorte, davon 15 in Deutschland. Außerdem gibt es auch außerhalb Europas diverse Büros, etwa in Moskau oder Shanghai.

## Kooperationen und Netzwerke
BTG ist Gesellschafter der Stückgutkooperation Vernetzte Transport Logistik (VTL) und wickelt über das Sammelgutnetzwerk Sendungen innerhalb Deutschlands und Europas ab.

## Gesellschaften und Beteiligungen
- BTG Messe-Spedition GmbH (Deutschland)
- BTG Warehouse Services GmbH (Deutschland)
- BTG Expo GmbH (Deutschland)
- p.ressle GmbH & Co. Spedition KG (Deutschland)
- BTG Argentina S.A. (Argentinien)
- BTG China Ltd (China)
- BTG Rep. Offices Shanghai (China)
- BTG mednarodnaspedicija in logistica d.o.o. (Slowenien)
- BTG Spedition und Logistik GmbH (Österreich)
- OOO BTG Internationale Spedition (Russland)
- BTG Suisse AG (Schweiz)
- BTG CargoSolutions AG (Schweiz)
- BTG Events Europe AG (Schweiz)

Die Beteiligungsgesellschaften und der Mutterkonzern erzielten 2014 europaweit zusammen einen Umsatz von ca. 175,9 Mio. Euro bei 562 Mitarbeitern.